# Rubén Torrecilla González
Rubén Torrecilla González (Plasència, Extremadura, 24 de maig de 1979) és un futbolista espanyol, que juga en la posició de migcampista. Va començar la seua carrera en les categories inferiors del CF Extremadura, aplegant al primer equip el 1999. Després de passar per diversos clubs de les diferents categories, juga actualment en l'Alacant CF, club de la Segona divisió.

## Clubs
| Club             | País     | Any       |
| ---------------- | -------- | --------- |
| CF Extremadura   | Espanya  | 1998-2001 |
| Novelda CF       | València | 2001-2002 |
| CF Extremadura   | Espanya  | 2002-2003 |
| Novelda CF       | València | 2003-2004 |
| CE Castelló      | València | 2004-2006 |
| Ciudad de Murcia | Espanya  | 2006-2007 |
| Granada 74       | Espanya  | 2007-2008 |
| Alacant CF       | València | 2008-     |